# Bethenhausen
Bethenhausen is een gemeente in de Duitse deelstaat Thüringen, en maakt deel uit van de Landkreis Greiz.
Bethenhausen telt 227 inwoners.